# 개인의 수복
개인의 수복(收復, 영어: individual reclamation, 프랑스어: reprise individuelle)은 부자들의 자원이 가난한 이들에 의하여 도둑질되는 형태의 직접행동이다. 이러한 전술은 라바콜이나 클레망 뒤발같은 아나키스트들과 아웃사이더들에 의하여 개척 되었는데, 이들은 자본주의자들이 사회에 대한 착취를 자행하고 있기 때문에, 그들에 대한 수용은 정당한 것이라고 주장했다. 프랑스, 벨기에, 영국, 스위스 등지를 중심으로 퍼져 나갔다.

## 개념의 기원
1840년, 프랑스 아나키스트인 프루동은 그의 저서 소유란 무엇인가?에서 다음과 같은 유명한 말을 남긴다. 소유란 도둑질이다. 프루동은 모든 사적소유물(private property)과 자본등은 개별 노동자들의 노동의 결과물이며, 이것을 국가 폭력을 동원하여 사유화하는 것은 이들에 대한 강도질과 마찬가지 라고 주장한다. 이러한 경제적 시각은 이후 바쿠닌에 의하여 급진적으로 나타나는데 이것이 바쿠닌의 행위의 프로파간다라는 개념이다. 이러한 이론 아래서 바쿠닌은 대중을 고무시키는 방법으로 정치적 적에 대한 폭력을 강조했다.
이후 결과적으로 유럽 개인주의적 아나키즘에서 개인의 수복이라는 이론 파생되었다. 이들은 자본가, 정치인 그리고 교회가 노동자들에 대한 착취를 자행하고 있고 개인의 수복은 저항의 수단이라고 주장했다. 개인의 수복은 불공평한 사회 질서 안에서, 부를 분배 시키기 위한 윤리적 행위로 간주 되었다.

## 실천
19세기에 유명했던 개인의 수복의 실천가들로는 라바콜이나 클레망 뒤발 같은 사람들이 있다. 이후 유럽 아나키스트들은 막스 슈티르너의 비본질주의에 영향을 받아 개인의 수복의 윤리적 프레임을 버리고, 라이프 스타일로서 범죄를 받아 들여 일리걸리즘으로 발전 시킨다. 일리걸리즘의 가장 유명한 실천가로는 프랑스의 보노 갱단이 있었다.
20세기엔 스페인의 루시오 울투비아라는 개인의 수복의 실천가가 유명했는데, 그는 여행 수표를 위조해서 시티뱅크로부터 수백만 달러를 훔쳐 내었다. 1993에서 2007년까지 스페인의 은행을 36번 털어서 700,000 유로 이상을 훔쳐낸 제이미 기메네즈 알브는 이를 묘사하며 금용 부문에서 "스페인의 민중을 해방시켰다."라고 주장했다.
2016년 5월 5일에는 핵티비스트인 피니어스 피셔가 거래소로부터 25비트코인(거래일 기준 10,000 유로 가량의 가치)을 훔쳐서 로자바에 기부를 했다. 이러한 맥락에서 오늘날에는 매년 4월 15일 Steal Something from Work Day(직장에서 뭔가를 훔치는 날) 라는 기념일이 존재한다.

## 인용문
| “ | 당신들 권력을 가진 자, 그리고 그로부터 이득을 얻는 자들이여, 만일 당신들이 여전히 또 다른 아나키스트의 목을 취하고 싶다면, 가져가라. 그러나 우리의 날이 올 때, 우리는 이를 기억해 두리라. 그리고 그날이 왔을 때 나는 아나키스트들이 어떠한 동정심도 없이 봉기 하리라는 것을 확신한다. 왜냐하면 그들의 분노는 결코 당신들이 희생시킨 사람들의 숫자에 도달할 수 없을 것이기 때문이다. 내가 비난하는 사람은 당신만이 아니다. 그러나 모든 이기적이고, 잔혹하고 부패한 사회에서 한쪽은 향락을 즐기지만 다른 쪽은 비참함 만이 가득하다. 당신은 아무것도 없는 노동자가 도둑이 될 수 있는 것처럼 나를 도둑이라고 비난했다. 아니! 도둑질이란 인간에 의한 인간의 착취로서만 존재하는 것이며, 노동 계급을 희생시켜 살아가는 자들을 말하는 것이다. 내가 한일은 도둑질이 아니라 인류의 이름으로 만들어진 보상을 되찾는 것이다…… 아니! 나는 강도가 아니라 강도질을 당한 사람이자, 정의를 가져오는 자, 모든 것은 모두에게 속한다고 말한 자이다. 그리고 이것은 당신의 다리를 떨게 만드는 아나키스트 사상의 명확한 논리다...... 아! 내가 한가지 후회할 만한 것이 있다면 이 비열한 사회에 대한 복수의 갈증을 축이지 못한 채 너무 빨리 당신에게 잡혔다는 것이다. 그러나 나에게 위안이 되는 것은, 그 모든 박해에도 불구하고 살아남은 투사들이 아나키스트 이론의 혁명을 끝내고, 신속히 실천으로 나아갈 것이기 때문이다…… 사회혁명 만세! 아나키 만세! | ” |
|   | — 클레망 뒤발, 법정 진술中 |   |

프랑스의 아나키스트인 엘리제 르클뤼(Élisée Reclus)는 이 개념에 대하여 다음과 같이 언급한 적이 있다.
| “ | 노동자 공동체는 그들 노동의 산물을 되찾을 권리가 있는가? 그렇다. 수천 번을 다시 말해 그렇다. 이 재전유는 혁명이며, 그것이 없다면 여전히 이루어 내야 할 것이 남았다는 의미다. 노동자 그룹이 집단적 노동의 산물에서 그들의 부분만큼을 재전유할 권리가 있는가? 의심할 여지가 없다. 혁명이 전체적으로 이루어질 수 없다면, 적어도 그 능력의 한도 안에서 최선의 결과를 얻어내야 한다. 고립된 개인은 집단적 노동의 산물에서 그 자신의 부분만큼을 재전유할 권리가 있는가? 어떻게 이것이 의문시된다는 말인가? 집단적 노동의 산물이 소수에 의해 독점되고 있고 이를 전체적으로 되찾을 수 없을 때, 이를 좀 더 작은 부분에서 이루어내지 말아야 할 이유가 무엇이 있는가? 그는 마땅히 훔쳐서라도 그의 것을 되찾을 권리가 있다. | ” |

| “ | 가난하다는 것은, 정직한 가난한 자 라는 것은, 우리의 적이 된다는 의미이며 모든 인간의 존엄함과 모든 고귀한 감정의 가장 역겨운 적이다. "정직한 가난한 자"가 인간 퇴행의 가장 격렬한 형태가 아니라면 무엇을 상징할 수 있겠는가? | ” |
|   | — 렌조 노바토레, In Defense of Heroic and Expropriating Anarchism |   |

| “ | 프루동은 소유가 "도둑질"이라고 말한다. 그러나 소외된 재산이란, 포기와 투항, 굴종을 통해 존재할 뿐만 아니라 선물이기도 하다. 그가 그저 선물을 줄 뿐인 어리석고 겁쟁이 같은 자일 때, 어째서 이들을 도둑질의 가련한 피해자라고 감정적으로 소리치며 연민을 요구해야 하는가? 우리가 타인의 것을 빼앗지 않고 내버려 두는 실수를 저지르고 있음에도, 어째서 타인이 우리를 강탈할 때 그들 탓만을 하는 것인가? 가난한 자들은 부자가 존재하는 것에 대한 책임이 있다. | ” |
|   | — 막스 슈티르너, "The Unique and Its Property" p. 327 |   |

## 같이 보기
- 노동가치설
- 로빈 후드
- 일리걸리즘

## 참조
- Proudhon, Pierre Joseph. What is property.
- Hobsbawn, Eric. Bandits. Frankfurt am Main (1972) ASIN B0012GHYFK
- Metzler, JB. Anarchismus und Literatur: Ein vergessenes Kapitel deutscher Literaturgeschichte zwischen 1890 und 1910. (1987) ISBN 3-476-00622-0